# Оксид полония(VI)
Оксид полония(VI) — неорганическое соединение,
окисел полония
с формулой PoO3,
кристаллы.

## Получение
- Анодное окисление разбавленных кислых растворов солей полония[1][2][3]:

{\displaystyle {\mathsf {Po^{4+}+3H_{2}O-2e^{-}\ {\xrightarrow {}}\ PoO_{3}+6H^{+}}}}

## Физические свойства
Оксид полония(VI) образует кристаллы.
Растворяется в перекиси водорода.